# Cristóvão Cardoso Cabral Coutinho de Albuquerque Barata
Cristóvão Cardoso Cabral Coutinho de Albuquerque Barata, (Campo Maior, 14 de Agosto 1864 - Campo Maior, 16 de Março de 1955), formado em Direito pela Universidade de Coimbra em 18 de junho de 1889.
Seu pai, Cristóvão Cardoso de Albuquerque Barata, natural de Coura (Armamar), foi Presidente da Câmara Municipal de Campo Maior.
Foi agraciado com o título de Visconde de Olivã pelo rei D.Carlos I em 24 de Novembro de 1898.
Foi deputado durante a Monarquia Constitucional e tambem durante o Estado Novo (1940), e Juiz conselheiro do Supremo Tribunal de Justiça (1932-1934).